# 明見橋停留場
明見橋停留場（みょうけんばしていりゅうじょう）は、高知県高知市大津にあるとさでん交通後免線の路面電車停留場。

## 歴史
明見橋停留場は1911年（明治44年）の開業。後免線の大津停留場（廃止、領石通停留場を参照）から後免中町通停留場までの区間が開通したのに合わせて開業した。

### 年表
- 1911年（明治44年）1月27日：土佐電気鉄道の停留場として開業[1][2]。
- 2014年（平成26年）10月1日：土佐電気鉄道が高知県交通・土佐電ドリームサービスと経営統合し、とさでん交通が発足[3]。とさでん交通の停留場となる。

## 停留場構造
乗り場は2面あり、東西方向に伸びる2本の線路を挟んで向かい合わせに置かれる（相対式）。線路の北側に後免町方面行き、南にはりまや橋方面行きの乗り場がある。はりまや橋方面は安全地帯（ホーム）が設置されるが、後免町方面は北を並走する道路上に白線で乗り場が示されるのみである。

## 停留場周辺
南には明見彦山古墳群がある。
- 八幡軍神社
- 国道195号

## 隣の停留場
とさでん交通
後免線
長崎停留場 - 明見橋停留場 - 一条橋停留場